# Ian Wilkinson

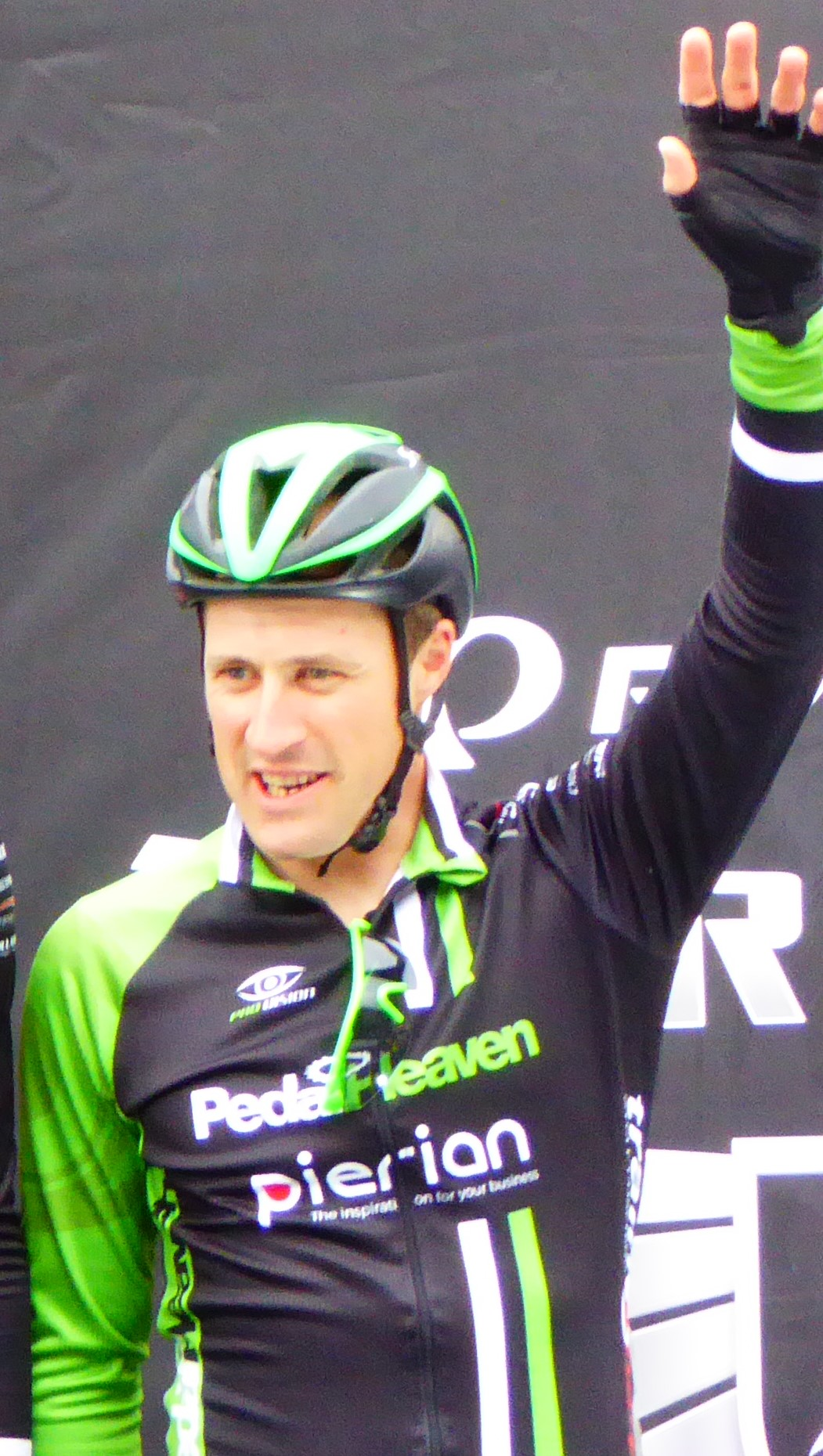
Ian Wilkinson bei den Tour Series 2016

Ian Wilkinson (* 14. April 1979 in Bristol) ist ein britischer Radrennfahrer.
Zu Beginn seiner Karriere widmete sich Wilkinson vor allem dem Mountainbike- und Querfeldeinrennen. Im Jahr 2008 wurde er britischer Meister im Mountainbike-Marathon.
Seinen ersten Vertrag als Straßenradrennfahrer erhielt er 2009 beim britischen Continental Team Halfords. Er gewann in den folgenden Jahren unter anderen Abschnitte der internationalen Etappenrennen FBD Insurance Rás und Tour de Normandie.

## Erfolge
2008
- Britischer Meister – MTB-Marathon

2009
- East Midlands International Cicle Classic
- eine Etappe FBD Insurance Rás

2011
- Mannschaftszeitfahren Czech Cycling Tour

2012
- eine Etappe Tour de Normandie

2013
- Rutland-Melton International CiCLE Classic

## Teams
- 2009 Team Halfords
- 2010 Endura Racing
- 2011 Endura Racing
- 2012 Endura Racing
- 2013 Team UK Youth
- 2014 Raleigh-GAC
- 2015 Team Raleigh-GAC